# Aeroportul Bandon State
Aeroportul Bandon State (IATA: BDY, ICAO: KBDY, FAA LID: S05) este un aeroport din Bandon⁠(d), Comitatul Coos, Oregon, Oregon, Statele Unite ale Americii.
Situat la o altitudine de 37 m, aeroportul dispune de 1 pistă. Este operat de Oregon Department of Aviation⁠(d).

## Infrastructură

### Piste
Aeroportul dispune de o singură pistă. Pista 16/34 are suprafața de asfalt și dimensiunile 3.601 picioare × 60 picioare. 